# ジェフリー・テイラー
ジェフリー・マシュー・テイラー（Jeffery Matthew Taylor、1989年5月23日 - ）はスウェーデンのバスケットボール選手。エステルイェータランド県ノーショーピング出身。ポジションはスモールフォワード。父は元NBA選手のジェフ・テイラー・シニア。

## 経歴
ヴァンダービルト大学を卒業後、2012年のNBAドラフト2巡全体31位でシャーロット・ボブキャッツに指名された。
2013年バスケットボール男子欧州選手権にスウェーデン代表として出場した。
2014年9月25日、ミシガン州イーストランシングのホテルで暴行容疑で逮捕された。このシーズン、NBAより開幕から24試合の出場停止処分を受けた。
2015年オフ、完全FAになりながらも、NBAチームから新契約を得ることが出来なかったテイラーは、7月21日にリーガACBのレアル・マドリード・バロンセストと契約した。